# Catedral de Nossa Senhora de Fátima
La Catedral Metropolitana de Nossa Senhora de Fátima es troba a Nampula (Moçambic) i és la catedral seu de l'arquebisbat de Nampula.
La catedral va ser inaugurada en 1956 pel llavors President de la República de Portugal, Francisco Craveiro Lopes quan el territori estava baix domini portuguès. És un edifici de disseny tradicionalista, concebut per Raúl Lino i construït entre 1941, un any després de la fundació de la diòcesi, i 1955. Compta amb dues torres en la façana i un pòrtic arquejat.